# Journal of Monetary Economics
Journal of Monetary Economics (JME; в переводе с англ. — «Журнал монетарной экономики») — специализированный научный журнал (США); является своеобразным «официальным» изданием экономистов монетарного направления. Журнал основан в 1975 году и занимает 12-е место среди крупнейших международных экономических журналов.
Издателем журнала является Высшая школа менеджмента Рочестерского университета и Elsevier.
В журнале публикуются работы посвященные работе и структуре финансовых учреждений, специфическим изменениям в банковской структуре, кредитным рынкам. Периодичность издания: 8 номеров в год.
«Журнал монетарной экономики» — это специализированный форум для публикаций исследований денежного анализа, работы и структуры финансовых институтов, роли различных институциональных механизмов, последствий конкретных изменений в банковской структуре, функционирования кредитных рынков и различных аспектов в поведении доходности активов.
В настоящий момент главными редакторами являются Урбан Йерманн и Юрий Городниченко, а в редколлегию входят Рикардо Рейс, Николай Русанов и др.